# Кристиан II фон Анхалт-Бернбург
Кристиан II фон Анхалт-Бернбург (на немски: Christian II, Fürst von Anhalt-Bernburg; * 11 август 1599 в дворец Амберг; † 22 септември 1656 в Бернбург) от род Аскани е управляващ княз на Анхалт-Бернбург (1630–1656).
Той е син на княз Кристиан I фон Анхалт-Бернбург (1568 – 1630) и графиня Анна фон Бентхайм-Текленбург (1579 – 1624), дъщеря на граф Арнолд III фон Бентхайм-Текленбург.
Той говори френски и италиански. Следва през 1608–1609 г. в Женева заедно с братовчед си Йохан Казимир от Десау. На 19 години той участва в Тридесетгодишната война. Неговият дневник от 14 книги е запазен до днес и е ценен източник за Тридесегодишната война.
Чрез чичо му, княз Лудвиг фон Анхалт-Кьотен е приет в литературното общество Fruchtbringende Gesellschaft. След смъртта на баща му през април 1630 г. той поема управлението на княжеството Анхалт-Бернбург.
През 1625 г. в Аренсбьок той се жени за принцеса Елеонора София фон Шлезвиг-Холщайн-Зондербург (* 1603; † 1675), дъщеря на херцог Йохан фон Шлезвиг-Холщайн-Зондербург и втората му съпруга Агнес Хедвиг фон Анхалт. Двамата имат 15 деца.
Той умира на 22 септември 1656 г. на 57 години в Бернбург, Германия.

## Деца
- Берингер фон Анхалт-Бернбург (1626–1627)
- София (1627)
- Йоахим Ернст (1629)
- Кристиан (1631)
- Ердманн Гидеон (1632–1649)
- Бодислав (1633–1634)
- Виктор I Амадей (1634–1718), княз на Анхалт-Бернбург, ∞ 1667 за пфалцграфиня Елизабет фон Цвайбрюкен (1642–1677)
- Елеонора Хедвиг (1635–1685)
- Ернестина Августа (1636–1659)
- Ангелика (1639–1688)
- Анна София (1640–1704), ∞ 1664 за граф Георг Фридрих фон Золмс-Зоненвалде (1626–1688)
- Карл Урсинус (1642–1660)
- Фердинанд Кристиан (1643–1645)
- Мария (1645–1655)
- Анна Елизабет (1647–1680) ∞ 1672 херцог Кристиан Улрих I фон Вюртемберг-Бернщат (1652–1704)

## Произведения
- Antonio de Guevara: Die Unterweisung eines Christlichen Fürsten. Cöthen: Fürstl. Druckerei, 1639
- Charles Drelincourt: Von der Beharligkeit der Außerwehlten. Cöthen: Fürstl. Druckerei 1641
- Hundert Königliche Lehren, welche Keyser Emanuel Palaeologus … fürgeleget. o.O., 1650